# 川釣奈津
川釣 奈津（かわつり なつ、2001年7月16日 - ）は、日本の女子バレーボール選手である。

## 来歴
兵庫県姫路市出身。
兵庫県立氷上高等学校では第72回春高バレーに出場している。
園田学園女子大学（現・園田学園大学）在学中の2024年1月、アランマーレ山形への入団内定が発表され、卒業後の同年4月にプレステージ・インターナショナルに入社。10月12日に行われた2024-25シーズンチーム開幕戦であるデンソーエアリービーズ戦に出場し、SVリーグデビューを果たした。

## 人物
- 父は氷上高等学校バレーボール部監督。
- 三姉妹の次女。姉の真緒はヴィアティン三重に所属するバレーボール選手[6][7]。

## 受賞歴
- 2022年 - 関西大学春季リーグ スパイク賞
- 2023年 - 関西大学春季リーグ ブロック賞

## 所属チーム
- 野里ジュニア[8]
- 姫路市立増位中学校（2014-2017年）
- 兵庫県立氷上高等学校（2017-2020年）
- 園田学園女子大学（2020-2024年）
- アランマーレ山形（2024年-）